# مادة فسفورية

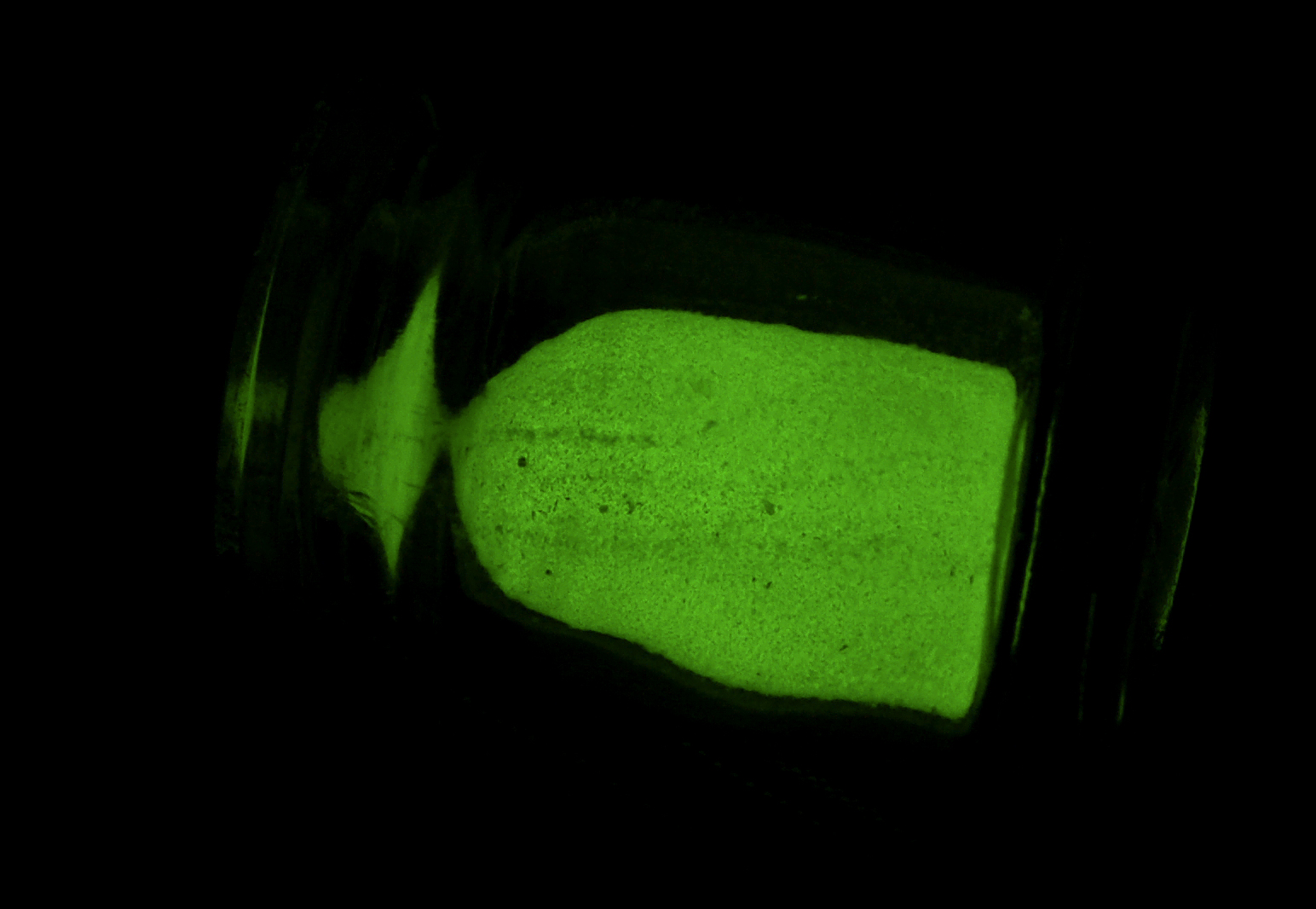

المادة الفسفورية (بالإنجليزية: Phosphor)‏، مادة تمتص أنواعًا معينة من الطاقة، وتصدر جزءًا من هذه الطاقة على هيئة ضوء مرئي. يمكن الحصول على الطاقة من أشعة سينية، أو أشعة الكاثود، أو الإشعاعات فوق البنفسجية، أو جسيمات ألفا من المواد المشعة. وإذا توقف الإشعاع فوراً بعد توقف إمداد الطاقة، يقال بأن المادة مفلورة. وإذا استمر الضوء لبعض الوقت، فإن المادة تكون مفسفرة. ويستخدم الفسفور في مصابيح الفلورة، وصمامات التلفاز الإلكترونية، والأجهزة الأخرى.